# Nước 2030
Pour plus de détails, voir Fiche technique et Distribution.
Nước 2030 est un film de science-fiction vietnamien réalisé par Nguyễn Võ Nghiêm Minh, sorti en 2014.
Le film est sélectionné comme film d'ouverture de la section Panorama de la Berlinale 2014,.

## Synopsis
En 2030, le niveau des eaux a augmenté en raison du changement climatique mondial. Le sud du Viêt Nam est l'une des régions les plus touchées par le changement climatique, qui fait que la moitié des terres agricoles sont englouties par les eaux. Pour subsister, les habitants doivent vivre sur des péniches et ne compter que sur la pêche, dont les réserves s'amenuisent. D'énormes conglomérats multinationaux rivalisent pour construire des fermes flottantes équipées de centrales de dessalement et d'énergie solaire flottant le long de la côte afin de produire les légumes nécessaires qui sont devenus des produits de base à prix élevé. Une jeune femme part à la recherche de la vérité sur le meurtre de son mari, qu'elle soupçonne d'avoir été tué par les habitants d'une ferme flottante. Ce faisant, elle découvre le secret de cette ferme flottante, qui utilise la technologie du génie génétique pour cultiver des légumes qui peuvent être cultivés dans de l'eau salée et donc être produits à moindre coût. Cette technologie non testée peut avoir des conséquences dangereuses pour la santé des consommateurs, ce que la ferme veut garder secret. Il s'avère que la scientifique en chef de la ferme flottante en question, principale suspecte de la mort de son mari, était son ex-maîtresse. Elle finit par découvrir différentes versions de la « vérité » sur la mort de son mari et doit prendre une décision dramatique sans connaître la vérité complète.

## Fiche technique
- Titre original et français : Nước 2030[4] (litt. « Eau 2030 »)[5]
- Réalisation : Nguyễn Võ Nghiêm Minh
- Scénario : Nguyễn Võ Nghiêm Minh
- Photographie : Bao Nguyen (en)
- Montage : Julie Béziau
- Musique : Inouk Demers
- Société de production : Saigon Media
- Pays de production :  Viêt Nam
- Langue originale : vietnamien
- Format : couleurs - 2,35:1
- Genre : film de science-fiction
- Durée : 98 minutes
- Dates de sortie : 
  - Allemagne : 6 février 2014 (Berlinale 2014)
  - Viêt Nam : 24 novembre 2014 (Festival international du film de Hanoï)
  - France : 19 février 2019 (DVD)

## Distribution
- Quỳnh Hoa : Sáo
- Quý Bình : Giang
- Thạch Kim Long : Thi
- Hoàng Trần Minh Đức : Thủy
- Hoàng Phi : Thành

## Accueil critique
« Au sortir du film, on a cette sensation de platitude, cette impression d’avoir vu un film intéressant, porté par de très bons acteurs et une mise en scène léchée au visuel incroyable, mais dans lequel on n’a jamais réellement été embarqué, comme si on regardait ça de loin. »

— Critique sur darksidereviews.com